# Chetogena setosina
Chetogena setosina är en tvåvingeart som först beskrevs av Charles Howard Curran 1940.  Chetogena setosina ingår i släktet Chetogena och familjen parasitflugor. Inga underarter finns listade i Catalogue of Life.